# Ash Creek (Meteorit)
Koordinaten: 31° 48′ 18″ N, 97° 0′ 36″ W
Der Ash-Creek-Meteoritenfall ereignete sich am 15. Februar 2009 nördlich von Waco, bei der Stadt West (Texas, USA) gegen 11.03 Uhr vormittags Ortszeit.

## Beobachtungen
Der Fall der Feuerkugel wurde in Austin (Texas) zufällig von einer Fernsehkamera aufgezeichnet und von vielen Augenzeugen beobachtet. In der Umgebung von Waco war auch der Überschallknall des Boliden zu hören. Zunächst wurde gemutmaßt, dass es sich um Satellitentrümmer der Satellitenkollision vom 10. Februar 2009 handelte, aber auf Grund der Bahndaten konnte dieses als Ursache schon bald ausgeschlossen werden. Das mögliche Fallgebiet ließ sich recht schnell eingrenzen und zahlreiche Menschen machten sich auf die Suche nach Bruchstücken des Meteoriten.

## Funde
Schon bald wurden erste Funde gemeldet. Auch ein Hund apportierte seinem Besitzer ein Meteoritenbruchstück. Insgesamt konnten bisher über 260 Fragmente mit einem Gesamtgewicht von etwa 11 kg geborgen werden. Das größte Stück wurde beim Ort Aquilla (Hill County (Texas)) gefunden und wiegt 1,7 kg.

## Typ
Die Meteoritical Society untersuchte Fundstücke und stuft den Meteoriten als gewöhnlichen Chondriten des Typs L6 ein. Die offizielle Bezeichnung Ash Creek erhielt der Meteorit nach der Bezeichnung einer Gegend in der Nähe des zuerst gefundenen Bruchstücks.

## Axtell-Meteorit
Etwa 17 km südlich des Einschlagsortes wurde der 1943 der Axtell-Meteorit, ein kohliger Chondrit der Gruppe CV3 mit einer Masse von 6,3 kg gefunden.